# هنری ال. یوستیس
هنری ال. یوستیس (انگلیسی: Henry L. Eustis; ۱ فوریهٔ ۱۸۱۹ – ۱۱ ژانویهٔ ۱۸۸۵) فرد نظامی اهل ایالات متحده آمریکا بود.